# Most drogowy w Tczewie
Most drogowy w Tczewie (most tczewski, most lisewski) – most drogowy w Tczewie na dolnej Wiśle zbudowany w latach 1851–1857 jako most drogowo-kolejowy, zaprojektowany przez Carla Lentzego, Rudolfa Eduarda Schinza i Friedricha Augusta Stülera, wpisany do rejestru zabytków nieruchomych województwa pomorskiego.

## Nazwa
Po wybudowaniu był najdłuższym mostem w Europie. Nazwa most lisewski wywodzi się od nazwy wsi Lisewo Malborskie, bezpośrednio do której prowadzi. Znajduje się on pomiędzy Mostem Knybawskim, leżącym 4,5 km na południe, a mostem kolejowym w Tczewie, położonym 40 m na północ.

## Historia

### Budowa i przeznaczenie mostu
Most został wybudowany według projektu architekta Friedricha Augusta Stülera (portale i wieże), i inżynierów: Carla Lentzego i Rudolfa Eduarda Schinza (konstrukcja) na trasie Kolei Wschodniej (Ostbahn), która połączyła Berlin z Prusami Wschodnimi. Zostało zaproponowanych kilka lokalizacji (Ostromecko, Toruń), ale w styczniu 1845 roku podjęto decyzję o budowie mostu kolejowego pod Tczewem. Zaplanowano również odgałęzienie linii z Tczewa do Gdańska.
6 lipca 1845 roku dekretem królewskim została powołana komisja, której zadaniem była budowa mostów w Tczewie (Wisła) i w Malborku (Nogat). Siedzibą komisji stał się Tczew, a do jej zadań należała również regulacja Wisły, aby móc zmniejszyć długość mostu. W tym celu zostały usypane wały przeciwpowodziowe, zmieniono też miejsce odgałęzienia Nogatu od Wisły. Prace hydrotechniczne kosztowały około 12 milionów marek.
Aby rozpocząć prace, na potrzeby budowy zbudowano warsztaty w których wykonywano konstrukcje, otwarto cegielnię i wytwórnię cementu. Na terenie budowy zatrudniono 7700 robotników, ale z powodu braku pieniędzy prace musiano w czerwcu 1847 przerwać na rok. Właściwe prace mostowe wznowiono dopiero w 1850 roku. "W latach 1850–1852 były wykonywane prace fundamentowe. Najpierw za pomocą kafara parowego zabijano ścianki szczelne, po czym pod ich osłoną murowano filary mostu. W 1853 roku kończono budowę filarów, do których wykonania użyto granitu, bazaltu oraz piaskowca. W 1854 na ukończonych filarach zmontowano dwa pierwsze (środkowe) przęsła. Pozostałe przęsła były montowane w latach 1856 - 1857. Dopiero po montażu przęseł można było przystąpić do murowania na filarach okrągłych neogotyckich wież".
Z uwagi na epidemię cholery oraz chorobę króla nie odbyły się z okazji otwarcia mostu żadne wielkie uroczystości. Było to jednak wielkie wydarzenie, bowiem w momencie otwarcia most w Tczewie był najdłuższym mostem w Europie. Jego długość całkowita wynosiła 837,3 m, a po odliczeniu przyczółków 785,28 m.
Kamień węgielny został położony 27 lipca 1851 roku przez Fryderyka Wilhelma IV. W 1855 roku Carl Lentze, który kierował projektem wydał w Berlinie książkę opisującą most "Die im Bau begriffenen Brücken über die Weichsel bei Dirschau und über die Nogat bei Marienburg". Projekt techniczny przygotował Rudolf Edward Schinz, który zmarł na zawał serca podczas prób obciążeniowych mostu i został pochowany na cmentarzu w Tczewie (jego grób zachował się do lat 70. XX wieku).
Pierwszy pociąg przejechał po moście 12 października 1857 roku. Oddanie mostów umożliwiło bezpośrednią komunikację kolejową z Berlina do Królewca. W latach 1852–1857 podróżni musieli przesiadać się w Tczewie i Malborku.

### Budowa drugiego mostu
Most w Tczewie był jednotorowy. Wraz z rozwojem kolei i uruchomieniem kolejnych szlaków kolejowych " stał się wąskim gardłem" na ich trasie. Dodatkowym problemem był wzrost nacisków osi parowozów i wagonów. Dlatego podjęto decyzję o budowie równoległego w odległości około 40 metrów nowego mostu kolejowego. Dodatkowo filary nowego mostu usytuowano na przedłużeniu osi filarów istniejącego mostu, co miało nie przeszkadzać w żegludze po Wiśle. Budowa została ukończona w latach 1888-1891.
Wówczas to starszy z mostów zamieniono na drogowy. Pierwotnie oba mosty były krótsze od dzisiejszych, ponieważ wówczas wał ochronny znajdował się bliżej koryta rzeki. W 1912 roku wał przesunięto w stronę Lisewa, dokonano przedłużenia mostów i zbudowano przybudówki ze wspólną bramą. Długość mostu zwiększyła się wówczas do 1030 m. W obydwu mostach występują wszystkie możliwe rozwiązania techniczno-konstrukcyjne stosowane w sztuce budowlanej mostów od XIX wieku.

### II wojna światowa
1 września 1939 roku rano mosty zostały zbombardowane, a celem nalotu było uszkodzenie przewodów minerskich. Polscy kolejarze uniemożliwili wjazd na most pociągowi towarowemu, który nadjechał od strony Malborka i wiózł kompanię saperów Wehrmachtu. Po naprawieniu kabli o 6.10 polscy saperzy wysadzili wschodnią część mostów, a potem zachodnie filary. W odwecie hitlerowcy rozstrzelali 21 polskich kolejarzy, celników i członków ich rodzin.
Most drogowy nie został odbudowany przez Niemców w związku z budową kilka kilometrów dalej mostu w Knybawie. Jedynie część udostępniono do ruchu pieszych, prowizorycznie łącząc go kładkami z Lisewem oraz z mostem kolejowym. Dzięki brakowi znaczenia strategicznego, dawny most drogowy nie został wysadzony pod koniec wojny, natomiast wysadzono w 1945 roku most kolejowy.

### Okres powojenny
Po wojnie most drogowy w Tczewie został odbudowany i 8 marca 1947 roku otwarty do użytku. Już jednak 23 marca most został uszkodzony przez powódź, która zerwała przęsła. Odbudowano go następnie prowizorycznie, wykonując łącznik do mostu kolejowego, na którego dwóch przęsłach ułożono drewnianą jezdnię. Do 1958 roku ruch drogowy odbywał się po zachowanych przęsłach i po moście kolejowym, na którym zamontowano w ramach odbudowy przęsła mostu wojskowego pozyskanego w ramach pomocy UNRA. W grudniu 1958 roku ukończono remont obu mostów, w wyniku którego most kolejowy zyskał szersze dwutorowe przęsła, a jego dwa dotychczasowe przęsła z brytyjskich elementów stalowych ESTB skręcanych śrubami zostały zamontowane w moście drogowym. Jezdnia mostu została pokryta asfaltem. Z uwagi na małą szerokość, ruch odbywał się wahadłowo, regulowany sygnalizacją świetlną. W 1959 roku most drogowy został oddany do użytku. Ze względu na zły stan techniczny kwietniu 2000 roku most został zamknięty dla ruchu zarówno pieszego, jak i kołowego.
W lipcu 2015 rozpoczął się jego remont. Kompleksowe prace o wartości 35,5 mln zł podjęto z kolei na początku 2019; miały one na celu odtworzenie historycznego kształtu mostu poprzez rozbiórkę przęseł ESTB (ich niewielki fragment miał trafić na wystawę plenerową Muzeum Politechniki Gdańskiej), budowę wzmocnionego przyczółka od strony Tczewa, umocnienie brzegów, budowę filaru oraz prace przy przebudowie drogi, schodów i chodników.
Na początku października 2019 wojewódzki konserwator zabytków nakazał wstrzymanie prac rozbiórkowych, argumentując, że najmłodsze historycznie przęsła nr 2 i 3 typu ESTB z 1947 są jedynymi zachowanymi przęsłami tego typu w Polsce, a być może również w Europie. Tymczasem 3 lata wcześniej ten sam urząd wydał decyzję zezwalającą na zdemontowanie przęseł. Po krótkim czasie Wojewódzki Konserwator Zabytków zezwolił na wznowienie budowy pod warunkiem, że rozebrany zostanie jedynie niewielki fragment jednego z przęseł tego typu. Uzyskana decyzja pozwoliła na wznowienie prac przy przyczółku i zabezpieczeniu filarów. Jednocześnie konserwator zgłosił zawiadomienie o przestępstwie w związku z pocięciem jednego z przęseł ESTB palnikami. Faktycznie jednak ustalenie to zaburzyło cały program rzeczowo-finansowy inwestycji, w związku z czym zaprzestano realizacji inwestycji z wyjątkiem prac związanych z zabezpieczaniem konstrukcji części przęsła, które planowane było do rozbiórki. Z powodu decyzji konserwatora dużej części planowanych robót nie udało się wykonać, zakończenie całej inwestycji opóźniło się o cztery miesiące, a do zakończenia realizacji remontu zabrakło 12 mln zł.
W kwietniu 2019 odnaleziono kapsułę czasu oraz kamień węgielny (tablicę pamiątkową), umieszczone z okazji oddania mostu do użytku w 1851.

## Architektura
Most mierzący 837 m długości, wsparty na siedmiu filarach był najdłuższym w Europie i jednym z największych na świecie. W momencie oddania miał sześć przęseł, ale tylko dwa przęsła znalazły się nad nurtem rzeki (od strony Tczewa), pozostałe powstały na terenie zalewowym. "Rozpiętość wszystkich przęseł była jednakowa i wynosiła w osiach filarów 130,88 m. Rozpiętość podporowa wynosiła 128,60 m, zaś rozpiętość w świetle otworów 121 m. Przyjęty schemat statyczny mostu to układ trzech dwuprzęsłowych belek ciągłych. W środku każdej z belek, to znaczy na pierwszym, trzecim i piątym filarze, zastosowano podpory nieprzesuwne. Na końcach belek usytuowano natomiast podpory przesuwne. Znalazły się one na każdym z przyczółków oraz na filarach drugim i czwartym, na których konstrukcja mostu się rozdziela. Przęsła mostu mają gęsto skratowane dźwigary równoległe ze słupkami i krzyżulcami wykonanymi z płaskowników. Górne i dolne pasy tworzą tak zwane "otwarte profile komorowe", składające się z kątowników oraz poziomych i pionowych walcowanych płyt połączonych nitami. Wysokość dźwigarów wynosi 8,68 m, zaś ich wzajemna odległość 6,43 m. Obydwa dźwigary główne łączą od spodu kratowe poprzecznice, przenoszące ciężar jezdni wraz z obciążeniem eksploatacyjnym. Wzmocnienie konstrukcji przęsła stanowią trzy poziome wiatrownice, jedna w pasie dolnym i dwie w pasie górnym".
Pośrodku mostu umieszczono tor, a po bokach znalazły się jezdnie. Piesi mogli poruszać się po chodnikach, które umieszczono na zewnątrz ścian mostu. Gdy przez most przejeżdżał pociąg ruch samochodów był wstrzymywany.
Filary, które podtrzymują przęsła mostu, mają 10 metrów szerokości i 26 długości. Umieszczono na nich dodatkowo wieże, które oprócz roli ozdobnej miały zabezpieczyć konstrukcję przed poprzecznymi przesunięciami.
Neogotyckie portale (bramy wjazdowe) mostu do 1920 roku zdobiły płaskorzeźby przedstawiające:
- otwarcie mostu przez Fryderyka Wilhelma IV oraz ministra finansów Heydta, budowniczego mostu Carla Lentze i inżyniera Schinza (od strony Tczewa). Scena ta była symboliczna, a w rzeczywistości nie miała miejsca[5].
- od strony Malborka Krzyżaków podbijających Litwę (Winricha von Kniprode, odbierającego hołd od księcia litewskiego Kiejstuta). Umieszczono na niej napis :"Na pamiątkę dni największego rozkwitu Zakonu Krzyżackiego w Prusach za panowania Wielkiego Mistrza Winricha von Kniprode"[5].

Płaskorzeźby usunięto w 1920 roku. Bramę portalową od strony Tczewa rozebrano w 1926 roku podczas prac nad wzmocnieniem przyczółka mostu, a brama portalowa od strony Lisewa oraz dalej położony wspólny portal mostów zostały wysadzone w 1939 roku. Przetrwały tylko cztery wieżyczki, a pozostałe rozebrano pod koniec lat 40. ze względu na uszkodzenia lub wcześniej.

## Upamiętnienie
2 maja 2018 Poczta Polska wyemitowała w nakładzie 180 tys. znaczek pocztowy o nominale 5 zł, przedstawiający wizerunek mostu, zaprojektowany przez Rocha Stefaniaka na podstawie zdjęcia Przemysława Świderskiego. Znaczek ten wziął udział w międzynarodowym konkursie na najpiękniejszy znaczek serii "Europa 2018". W 2018 tematem emisji filatelistycznej tej ukazującej się od 1956 serii były mosty.

## Galeria

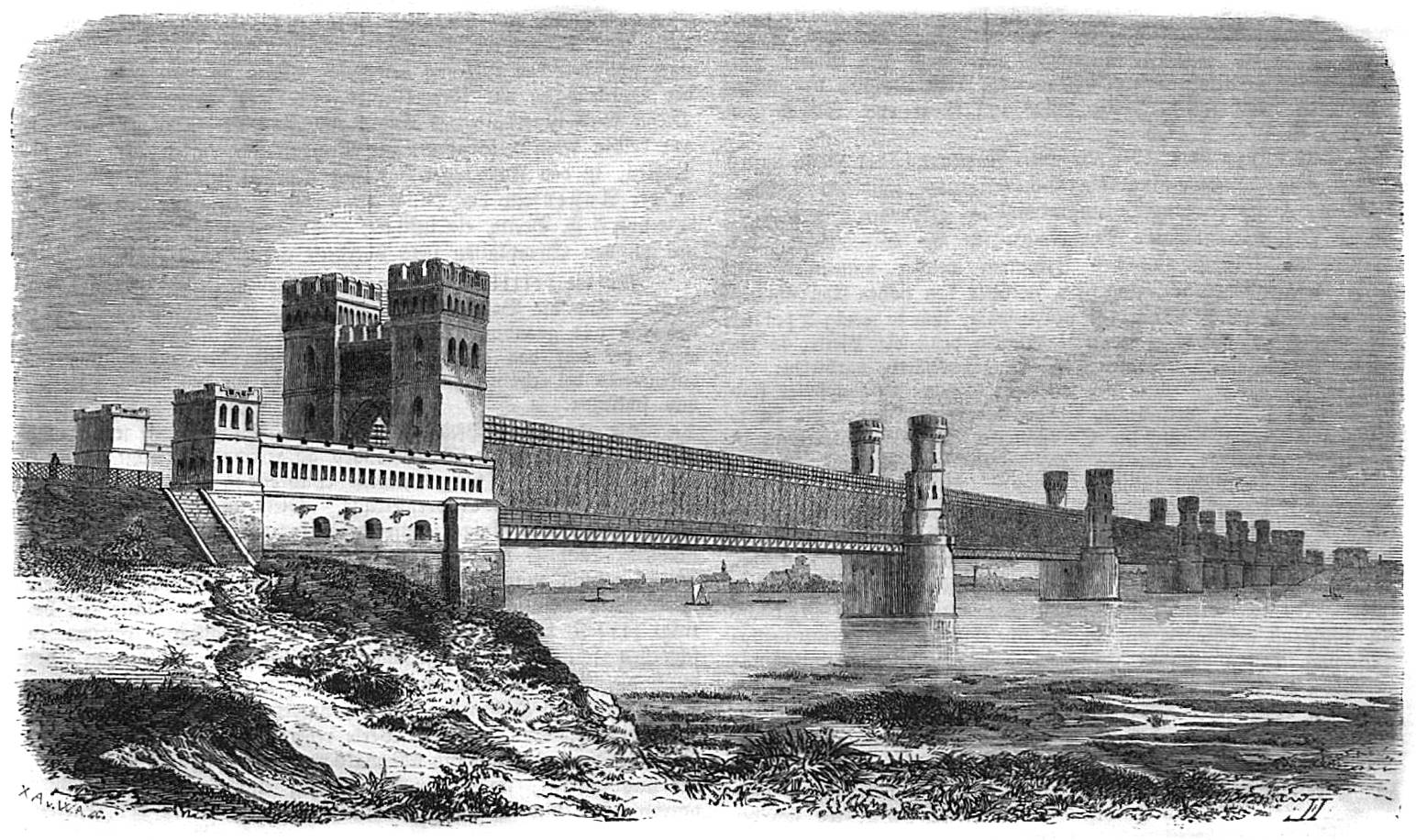
Wizerunek mostu według XIX-wiecznej ryciny (przed 1859)
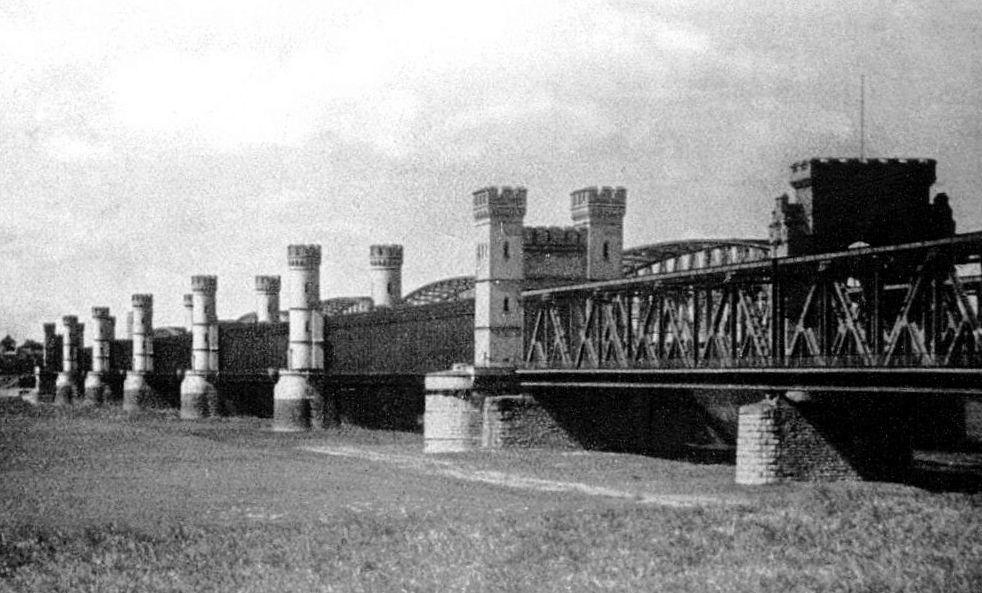
Most po przedłużeniu od strony Lisewa (1. połowa XX wieku)
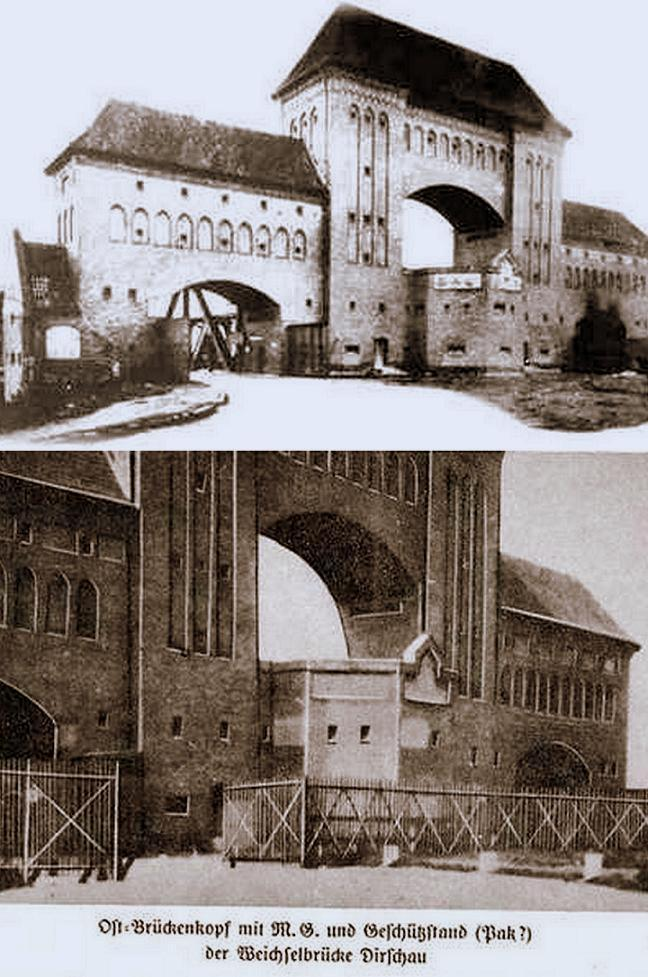
Bramy obu mostów zbudowane od strony Lisewa po przedłużeniu (1. połowa XX wieku)
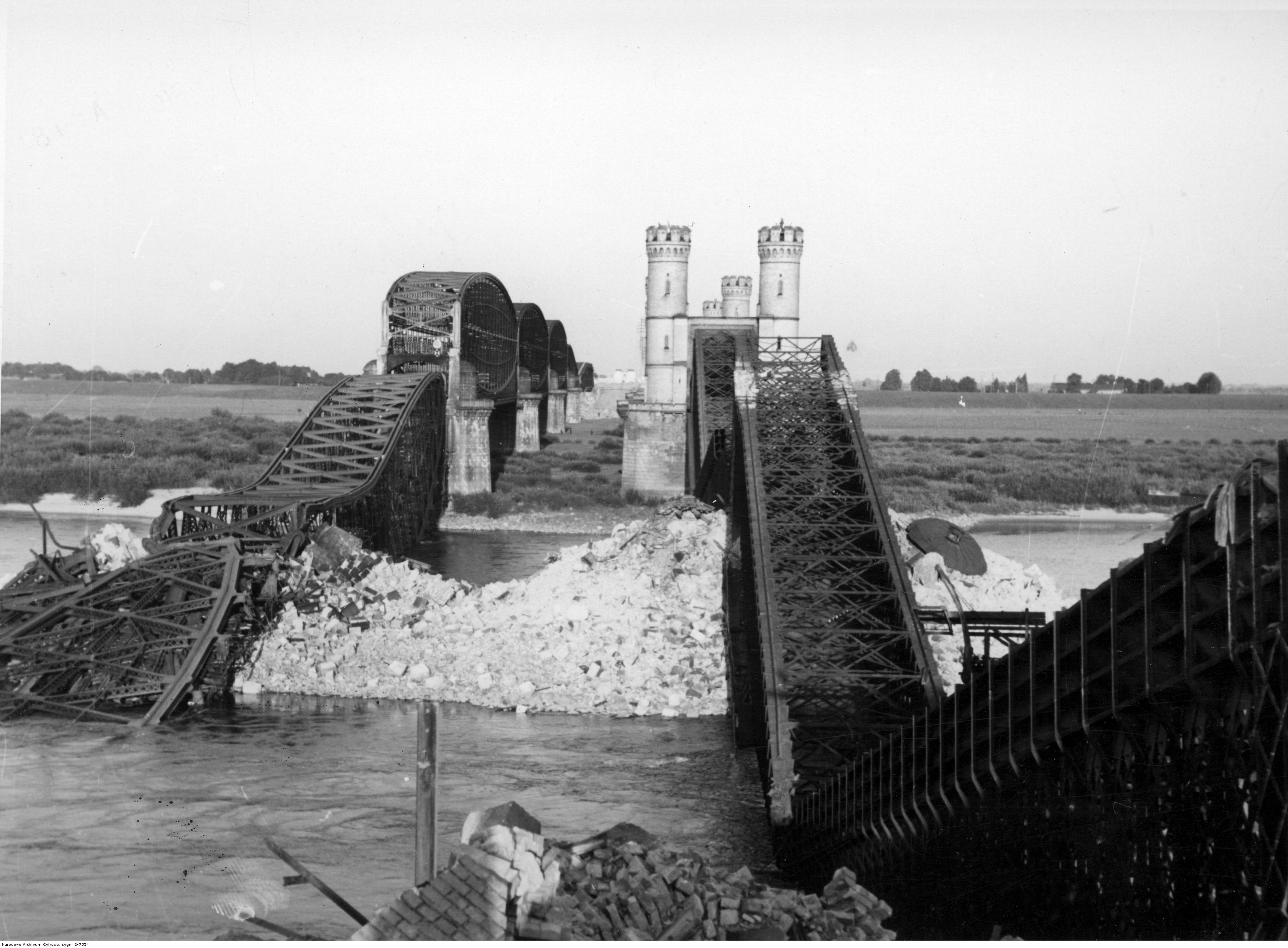
Mosty po wysadzeniu w 1939 roku, po prawej most drogowy
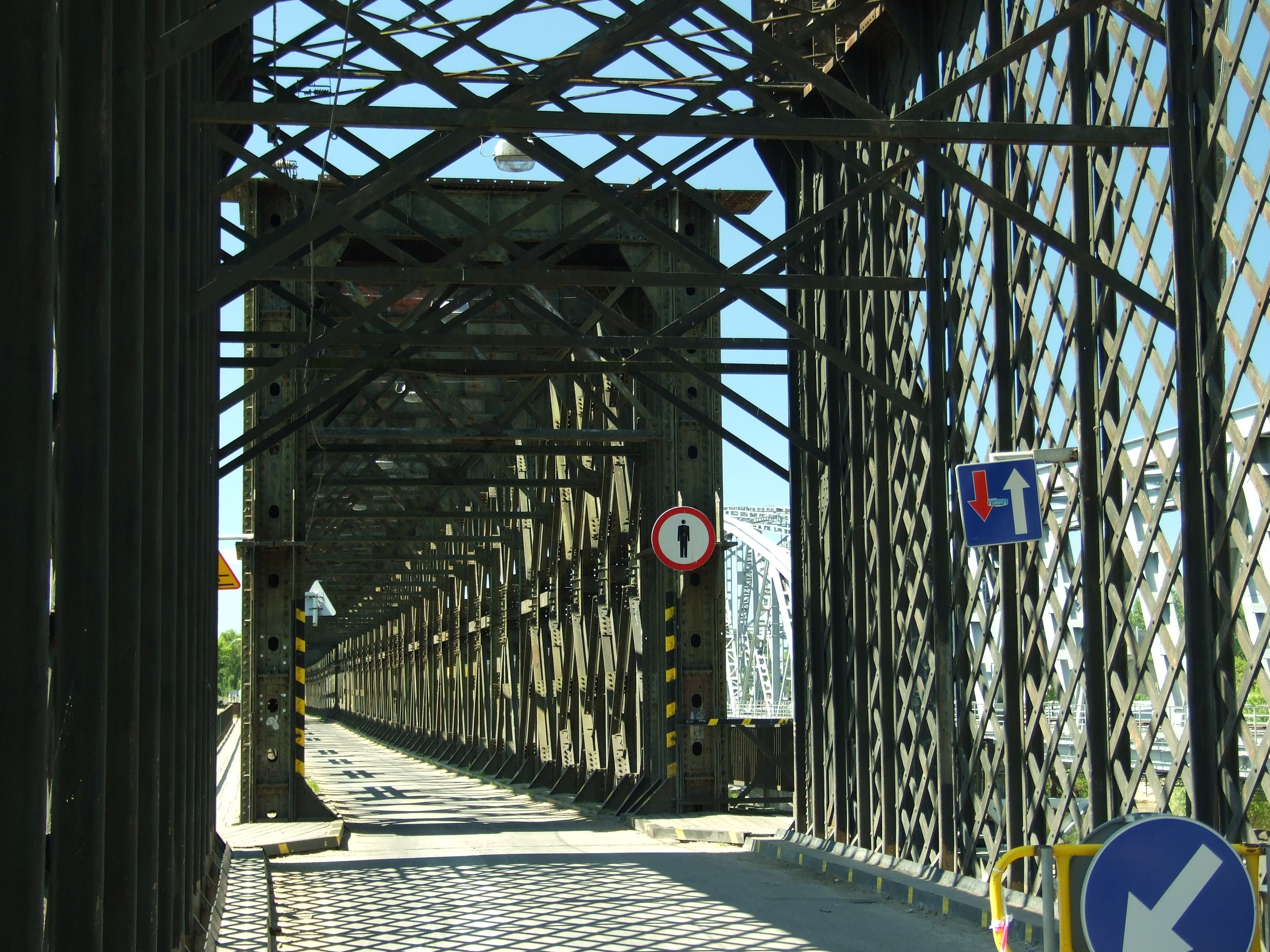
Widok na 3. przęsło z 4. przęsła (2010)
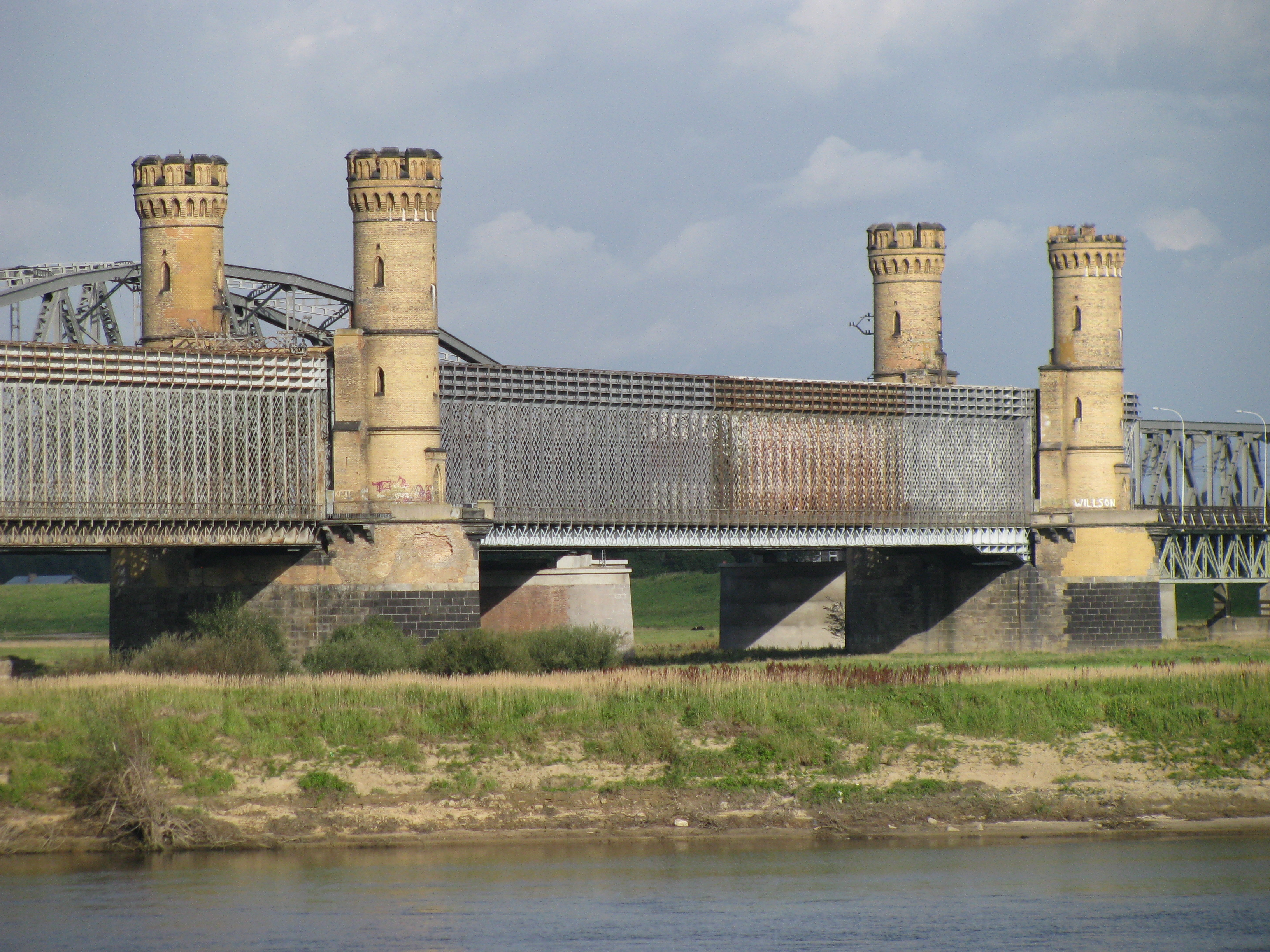
Centralny odcinek mostu, 6. przęsło (2011)
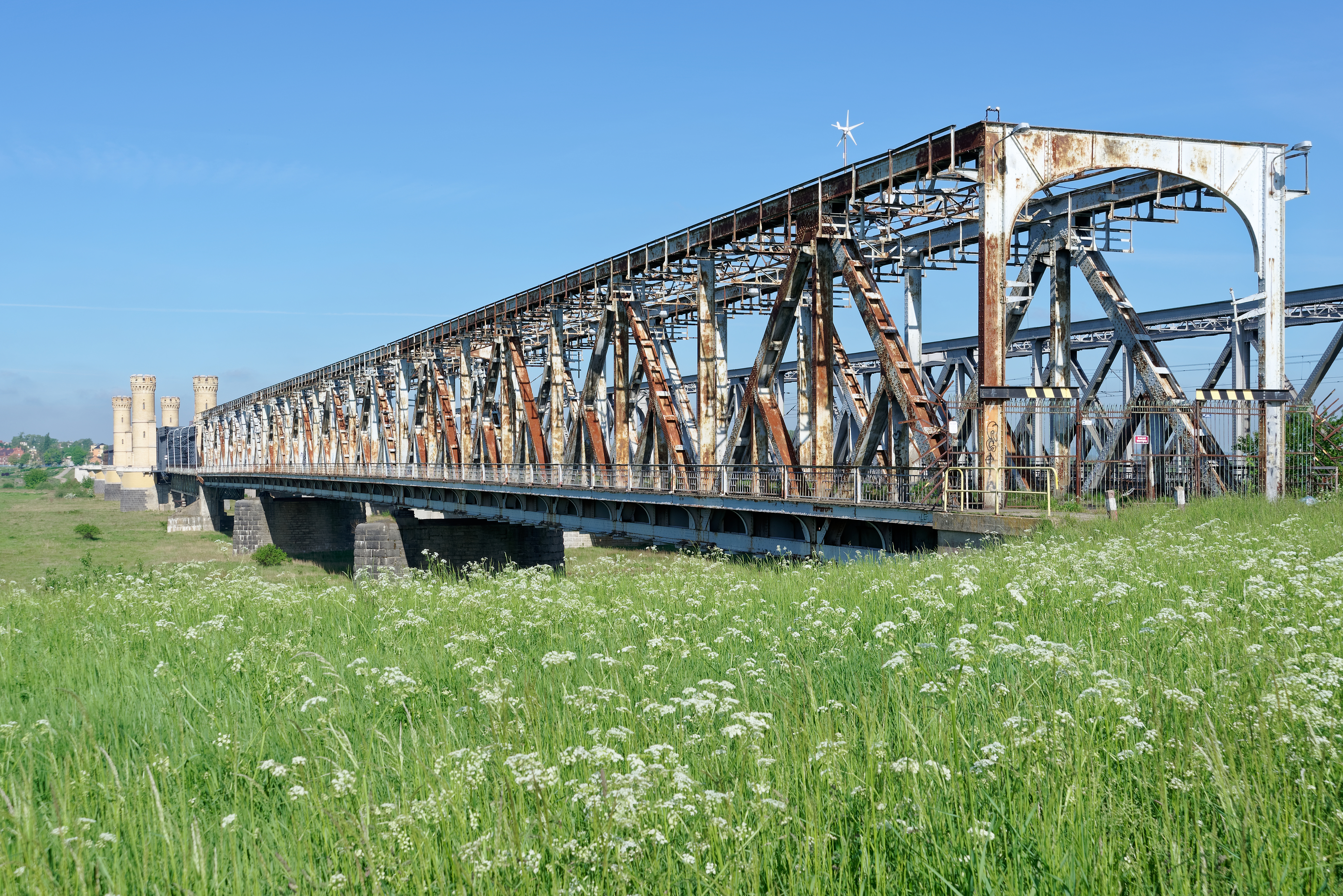
Przęsła 10-12 (2022)
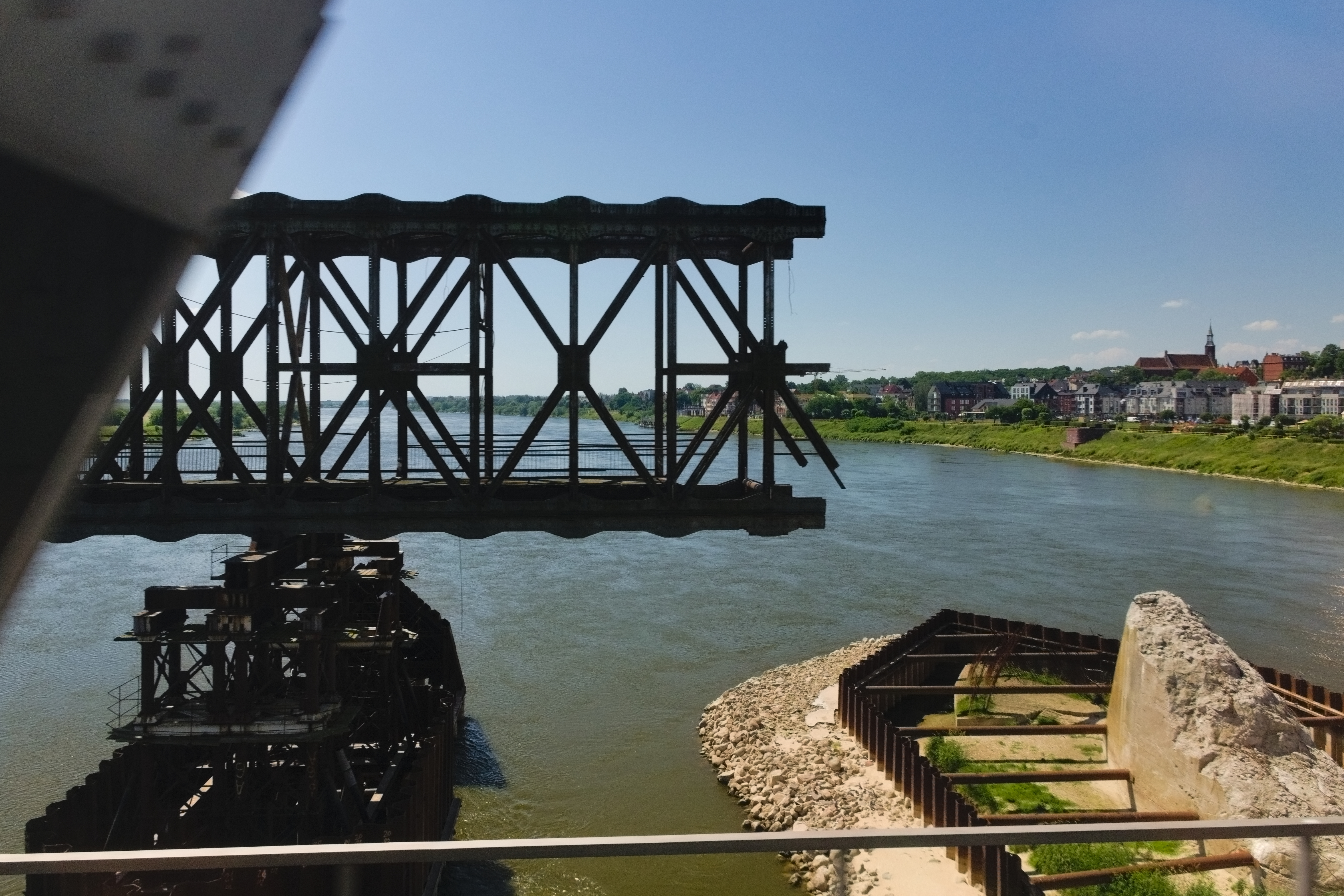
Fragment 3. przęsła ESTB (2022)
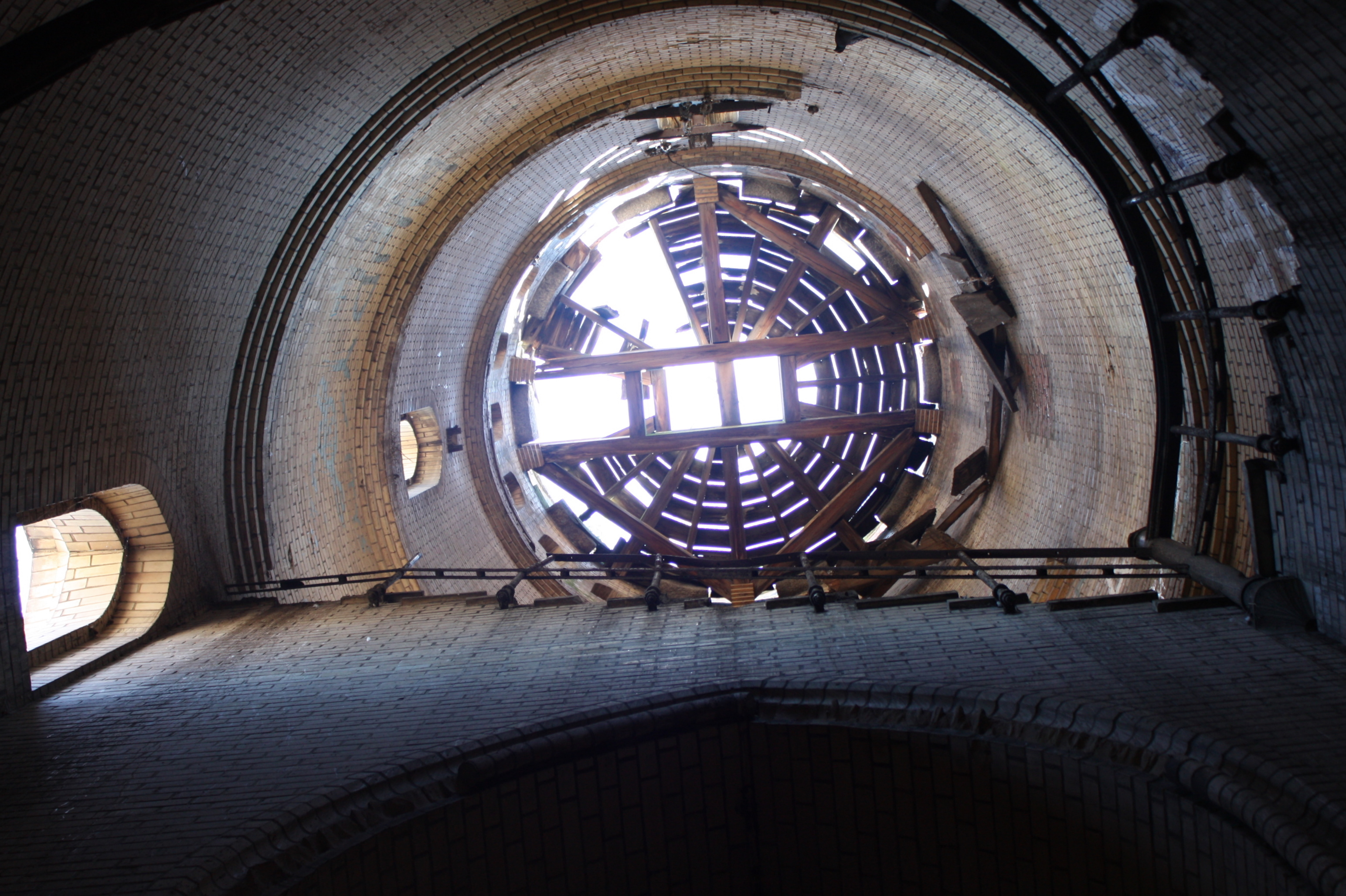
Wnętrze wieżyczki (2010)